# Vanuatu en los Juegos Olímpicos de París 2024
Vanuatu estuvo representado en los Juegos Olímpicos de París 2024 por seis deportistas, cuatro mujeres y dos hombres, que compitieron en cinco deportes.
Los portadores de la bandera en la ceremonia de apertura fueron el judoka Hugo Cumbo y la jugadora de tenis de mesa Priscila Tommy. El equipo olímpico vanuatuense no obtuvo ninguna medalla en estos Juegos.